# 아이오딘화 암모늄
아이오딘화 암모늄(NH4I)은 아이오딘화 수소과 암모니아의 염이다. 과거에는 사진술이나 약으로 쓰이곤 했다. 물에는 매우 잘 녹고, 에탄올에도 잘 녹는다. 습기가 많은 공기 중에 놔두면 아이오딘의 방출과 함께 승화되어 노란색으로 변한다.